# Bistum Mysore
Das Bistum Mysore (lateinisch Dioecesis Mysuriensis) ist eine in Indien gelegene römisch-katholische Diözese mit Sitz in Mysore (Mysuru).

## Geschichte
Das Apostolische Pro-Vikariat Mysore wurde 1845 errichtet aus Gebietsabtretungen des Bistums Madura. Es wurde 1850 durch Papst Pius IX. zum Apostolischen Vikariat Mysore erhoben. Am 1. September 1886 wurde das Apostolische Vikariat Mysore zum Bistum erhoben. Es wurde dem Erzbistum Bangalore als Suffraganbistum unterstellt. Das Bistum Mysore gab in seiner Geschichte mehrmals Teile seines Territoriums zur Gründung neuer Bistümer ab.

## Territorium
Das Bistum Mysore umfasst die Distrikte Mysuru, Mandya und Chamarajanagar im Bundesstaat Karnataka.

## Ordinarien von Mysore

### Apostolische Vikare
- Etienne-Louis Charbonnaux MEP, 1850–1873 (Titularbischof von Iasus)
- Joseph-Auguste Chevalier MEP, 1873–1880
- Jean-Yves-Marie Coadou MEP, 1880–1886 (Titularbischof von Chrysopolis in Arabia)

### Bischöfe
- Jean-Yves-Marie Coadou MEP, 1886–1890
- Eugène-Louis Kleiner MEP, 1890–1910
- Augustin-François Baslé MEP, 1910–1915
- Hippolyte Teissier MEP, 1916–1922
- Maurice Despatures MEP, 1922–1940, dann Bischof von Bangalore
- René-Jean-Baptiste-Germain Feuga MEP, 1941–1962
- Mathias Sebastião Francisco Fernandes, 1963–1985
- Francis Michaelappa, 1986–1993
- Joseph Roy, 1994–2003
- Thomas Vazhapilly, 2003–2017
- Kannikadass William Antony, 2017–2024
- Francis Serrao SJ, seit 2025